# Philoséfaradisme

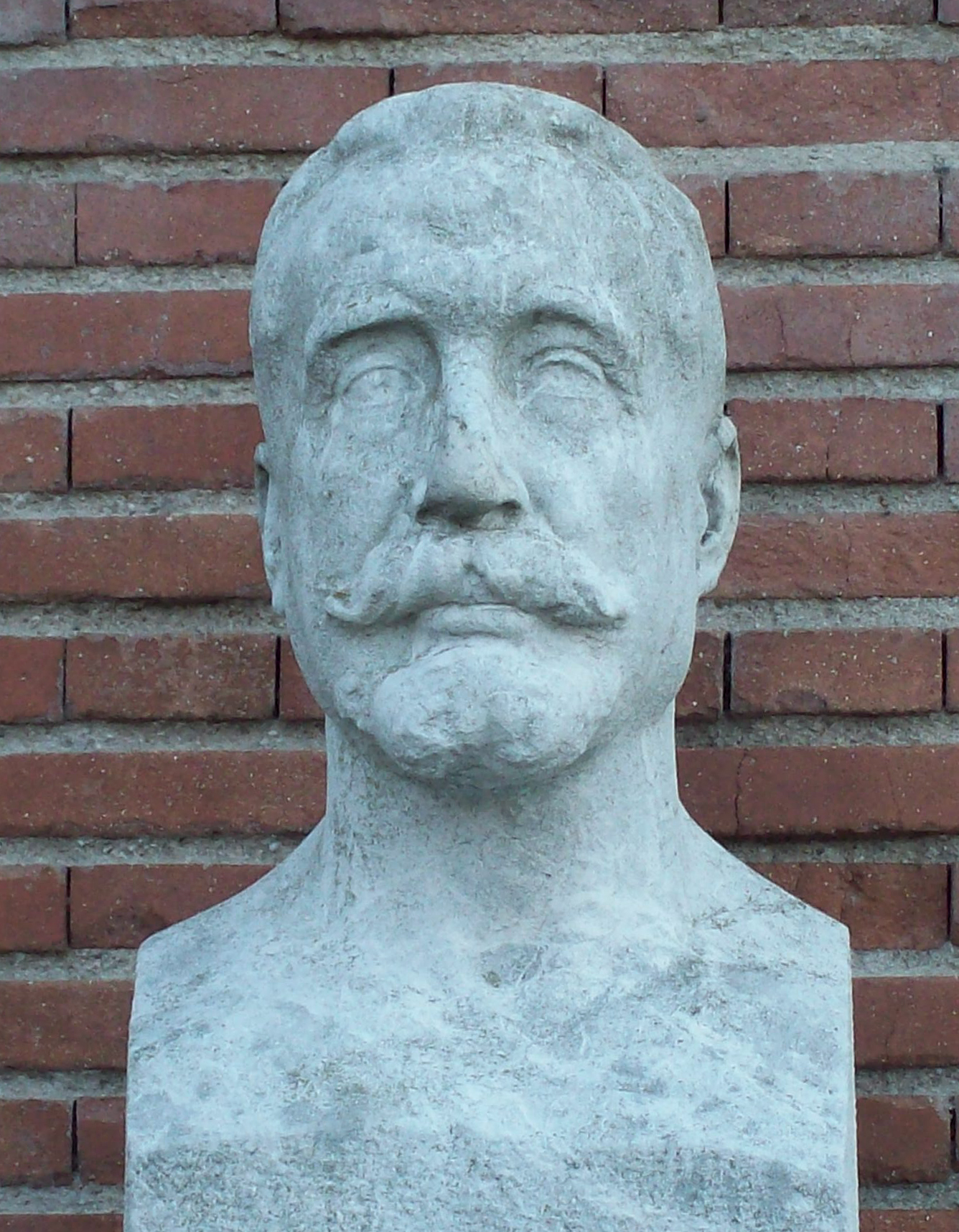
Buste du Dr Ángel Pulido, un des initiateurs du philoséfaradisme, à Madrid par le sculpteur Miquel Blay (1866-1936).

Le philoséfaradisme (en espagnol : filosefardismo) est un concept idéologique et un mouvement d'opinion qui émerge en Espagne au milieu du XIXe siècle et qui revendique l'héritage juif de l'Espagne, représenté par les descendants des Juifs séfarades expulsés en 1492 par les Rois catholiques. Ce mouvement vise en outre à se rapprocher de ces Juifs dispersés tout autour du bassin méditerranéen et à les réintégrer dans la culture espagnole et en leur accordant même la nationalité espagnole.

## Historique

### La naissance du philoséfaradisme
Face à l'antijudaïsme des milieux conservateurs, des carlistes et des catholiques, le philoséfaradisme surgit au milieu du XIXe siècle parmi les milieux libéraux, qui considèrent que l'Inquisition espagnole et l'expulsion des Juifs d'Espagne en 1492 sont la cause de tous les maux qui ont affligé l'Espagne. À cette époque, plusieurs livres présentent de façon positive la présence des Juifs dans les Espagnes médiévales, notamment Historia de los judíos de España (Histoire des Juifs d'Espagne), publié en 1847 par Adolfo de Castro. Dans ce livre, l'auteur y exalte la culture juive médiévale espagnole et condamne la persécution des conversos par l'Inquisition et l'expulsion des juifs en 1492, qu'il attribue au roi Ferdinand II d'Aragon et non à la reine Isabelle Ire de Castille, idée qui avait déjà été soutenue par les libéraux au cours des débats des Cortes de Cadix. Cependant, dans une œuvre ultérieure datée de 1865, intitulée Vida de Niños célebres (Vie des enfants célèbres), Castro considère comme prouvé le prétendu meurtre rituel d'un enfant chrétien en 1491, connu sous le nom de Saint Enfant de La Guardia.
Plus important encore, est le livre d'José Amador de los Ríos Historia social, política y religiosa de los judíos de España y Portugal (Histoire sociale, politique et religieuse des Juifs d'Espagne et du Portugal), publié en 1877, et qui corrige certaines positions anti-juives, qu'il avait tenues antérieurement dans son livre de 1848 Estudios históricos, políticos y literarios sobre los judíos en España (Études historiques, politiques et littéraires sur les Juifs en Espagne. Amador de los Ríos, en tant que bon catholique, continue à maintenir la vision traditionnelle des Juifs en tant que peuple déicide et défend la réalité de l'affaire du Saint Enfant de La Guardia, ainsi que l'expulsion des Juifs pour sauvegarder l'unité spirituelle de la nation, mais condamne les massacres de juifs en 1391 ainsi que les activités de l'Inquisition, tout en reconnaissant qu'à l'époque de Philippe II, le monde se trouvait « dans une terrible gestation de la marche philosophique de l'esprit humain. Benito Pérez Galdós dans son roman Gloria publié en 1877, est plus clairement philosémite, quand il exalte le protagoniste juif Daniel Monzón, tout en décrivant sa mère comme l'incarnation du « fanatisme de la rue ».

### La découverte des Séfarades
L'un des premiers contacts des Espagnols avec les descendants des Juifs expulsés en 1492, et qui ont gardé comme langue le castillan médiéval et leurs coutumes, se produit pendant la guerre d'Afrique. En février 1860, les forces espagnoles débarquent sur les côtes du Maroc sous le commandement du général O'Donnell et sont reçues avec joie et dans un castillan assez recherché par les Juifs de Tétouan, obligés de fuir leur ville, après que leurs biens euent été pillés et leur quartier assailli par les Musulmans, causant des dizaines de victimes. « La surprise fut énorme. Les Séfarades ont accueilli les Espagnols comme des libérateurs. Ils ont vu en eux comme des compatriotes qui pourraient les faire sortir de la pauvreté dans laquelle beaucoup d'entre eux avaient sombré », raconte Joseph Pérez. Ces faits sont bientôt connus dans la péninsule grâce à la publication en 1859 du Diario de un testigo de la guerra de África (Journal d'un témoin de la guerre d'Afrique) de Pedro Antonio de Alarcón, malgré l'antisémitisme de son auteur, qui traite les Juifs de Tétouan de « race parasite, de troupeau déshérité et maudit, et le roman Aita Tettauen de Benito Pérez Galdós ».
En 1862, le gouvernement espagnol donne l'ordre d'évacuer Tétouan et laisse sur place un consul pour maintenir des relations étroites avec la communauté juive. Un petit nombre de Juifs quittent alors Tétouan et s'installent à Ceuta et dans certaines villes d'Andalousie, où ils sont bien accueillis. À Tétouan, le gouvernement espagnol fait relativement peu pour eux. L'aide principale provient de l'Alliance israélite universelle, une association juive caritative française, qui fonde plusieurs écoles, où l'enseignement se déroule en français. D'après Joseph Pérez, cette action de l'Alliance israélite universelle, ajoutée au fait que la grande majorité du Maroc devient protectorat français, explique que « au XXe siècle, la très grande majorité des Séfarades du Maroc est francophone, si ce n'est citoyens français et que peu d'entre eux se souviennent de leurs origines hispaniques ».
Une des premières institutions espagnoles à s'occuper des Séfarades et à revendiquer l'héritage juif est le Institución Libre de Enseñanza (Institution libre d'enseignement) qui noue des contacts avec les communautés séfarades et qui dans son magazine publie des articles critiquant l'Inquisition et l'expulsion des Juifs en 1492. Cette nouvelle vision du rôle des Juifs dans le passé espagnol, se reflète dans l'Historia de España (1900-1911) de Rafael Altamira, un des membres les plus prestigieux de l'institution. Altamira démystifie également certains préjugés à l'égard des Juifs, comme le meurtre rituel du Saint Enfant de La Guardia.
L'Espagne tarde à se soucier des Juifs de la diaspora espagnole. Après les pogroms antisémites qui se déroulent dans les Balkans et en Russie au cours des deux dernières décennies du XIXe siècle, l'ambassadeur d'Espagne à Constantinople informe le gouvernement de Madrid de l'existence dans l'Empire ottoman de nombreuses communautés séfarades qui parlent encore le castillan, mettant l'accent sur celle de Salonique et celle de la capitale. L'ambassadeur, le comte de Rascón, suggère que le gouvernement devrait accueillir en Espagne, les Juifs séfarades qui désirent fuir et de maintenir un contact permanent avec ceux qui désirent continuer à vivre dans les Balkans et au Moyen-Orient en lançant une politique d'approche culturelle. Il propose également d'établir « des lignes de bateaux à vapeur entre Séville et Odessa, sur le modèle des chemins de fer anglais et français », et de créer des instituts d'enseignement secondaire à Salonique et à Constantinople. Le comte de Rascón conclut que « ce sera l'Espagne en Orient, un des moyens les plus rapides d'accroitre ses relations commerciales et d'étendre son influence ». Finalement, très peu de Juifs sont partis pour l'Espagne, une des raisons majeures étant les frais de voyage que le gouvernement espagnol n'est pas prêt à payer.

### La campagne proséfarade du docteur Pulido
Avec le rapport du comte de Rascón de 1881, le gouvernement espagnol sait qu'il n'y a pas seulement des Juifs séfarades en Afrique du Nord, mais que la grande majorité vit dans les territoires de l'Empire ottoman. Cette information est connue du grand public grâce à un article publié dans le journal El Liberal par le   Dr Ángel Pulido Fernández (es). Pulido réalise un voyage pendant l'été 1883 sur le Danube et en Europe de l'Est au cours duquel, et à sa grande surprise, il rencontre plusieurs Juifs parlant le castillan, qui l'informent de l'existence de communautés séfarades importantes en Serbie, Bulgarie et Roumanie, nouvellement indépendantes de l'Empire ottoman et en Turquie elle-même,.
Par la suite, le Dr Pulido, qui a été nommé sénateur, initie une campagne intense en faveur du rapprochement avec les Séfarades, en collaboration avec le rabbin de Bucarest Haim Enrique Bejarano. En 1903, il présente au sénat une proposition de nommer des consuls dans les grandes villes des Balkans afin de répondre à l'attente des Séfarades, d'ouvrir des écoles en castillan et d'établir des relations commerciales avec ces communautés. Pour soutenir ses propositions, il publie des articles dans la presse, qui seront ensuite rassemblés dans un livre intitulé Intereses nacionales. Los judíos españoles y el idioma castellano (Intérêts nationaux. Les Juifs espagnols et la langue castillane), suivi en 1905 par un autre livre Intereses de España. Españoles sin Patria y la Raza Sefardí (Les intérêts de l'Espagne. Les Espagnols sans la patrie et la race séfarade), dans lequel il est proposé de « reconquérir le peuple judéo-espagnol », mais pas son retour massif en Espagne qui serait une « bêtise ».
Pulido n'est pas exempt d'antijudaïsme quand il dit que les Séfarades sont supérieurs aux Juifs ashkénazes, qu'il considère comme « étant aujourd'hui le plus souvent dégénérés et mesquins ». Cette différenciation est essentielle car « depuis lors, on distinguera en Espagne les Séfarades des autres Juifs, en arrivant même à donner dans une forme de philoséfaradisme antisémite ».
La campagne de Pulido trouve une grande résonance et obtient le soutien d'intellectuels comme Benito Pérez Galdós, Miguel de Unamuno, José de Echegaray, Emilia Pardo Bazán, Juan Valera, et même de Marcelino Menéndez y Pelayo. En 1909 l'autorisation est obtenue pour l'ouverture de synagogues en Espagne. L'année suivante est fondée l Alianza Hispano-Hebrea, soutenue par Pérez Galdós, Vicente Blasco Ibáñez, Segismundo Moret, José Canalejas et Rafael Cansinos Assens, et en 1920 s'ouvre la Casa universal de los sefardíes (Maison universelle des Séfarades), avec entre autres la participation de politiciens conservateurs: Antonio Maura, Juan de la Cierva; libéraux: le comte de Romanones, Niceto Alcalá-Zamora; réformistes: Melquiades Álvarez et républicains: Alejandro Lerroux, à laquelle adhère la Federación de Asociaciones Hispano-Hebrea (Fédération des associations judéo-espagnoles) du Maroc.
La même année, la communauté juive de Madrid est officiellement constituée, dirigée par le banquier Ignacio Bauer, et en 1917, la première synagogue est inaugurée dans un appartement de la calle Príncipe en présence des autorités municipales. En 1913 avait été constituée la communauté de Séville et en 1918 est fondée celle de Barcelone. C'est pour toutes ces raisons, que les milieux traditionalistes attaquent Pulido en le traitant de judaïsant,.
La campagne de Pulido atteint aussi le monde académique avec un intérêt soudain pour les études hébraïques. Le succès le plus notable du Dr Pulido et du groupe le soutenant comprenant, entre autres, l'écrivain Cansinos Assens et l'écrivaine et journaliste Carmen de Burgos surnommée Colombine, est d'obtenir que le professeur de Jérusalem Abraham Yahuda soit nommé en 1915 professeur de langue et littérature rabbinique à l'Université centrale de Madrid, grâce à l'appui du roi Alphonse XIII. Un des thèmes qui suscite le plus d'intérêt est le folklore judéo-espagnol, étudié par les médiévistes et les spécialistes de l'histoire de la littérature de l'école de Ramón Menéndez Pidal et par les musicologues,.
En 1915, le banquier juif Bauer fonde La Revista de la Raza (Le journal de la race), dirigée par le philoséfarade Manuel Luis Ortega Pichardo, auteur en 1919 de Los hebreos de Marruecos (Les Juifs du Maroc), et d'une biographie de Pulido, dans laquelle il consacre environ un tiers du livre au chapitre "Mundo Sefardí" (Monde séfarade). En 1916, le lieutenant-général Julio Domingo Bazán publie Los hebreos qui répond à la vision positive des Séfarades, partagée par de nombreux militaires africanistes, en opposition avec l'image négative qu'ils ont des Maures qu'ils prennent pour des barbares et des dégénérés.
Dès le début du protectorat espagnol sur le nord du Maroc, en 1912, le roi Alphonse XIII et ses gouvernements ont appuyé le philoséfaradisme promu par le Dr Pulido, en raison du soutien des Juifs de la région à la pénétration espagnole. Le résultat le plus important de ce soutien, est l'octroi par le gouvernement espagnol, à partir de 1916, du statut de protégés aux Juifs séfarades, leur permettant de recourir aux consuls espagnols en cas de menace, afin que ceux-ci défendent leurs droits et de voyager avec un passeport espagnol, mais ceci ne signifie nullement que la citoyenneté espagnole leur soit accordée.
Intellectuels espagnols proséfarades

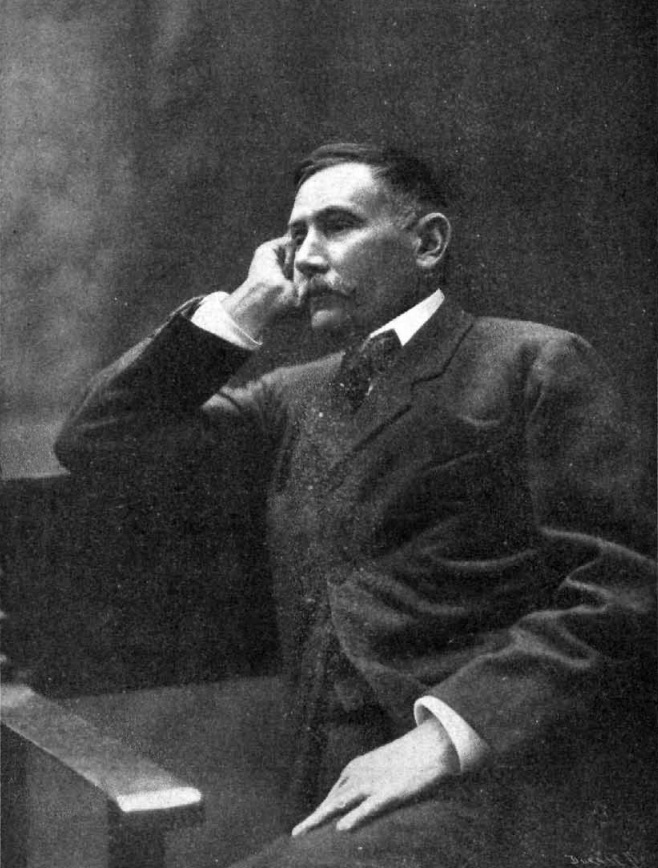
Benito Pérez Galdós
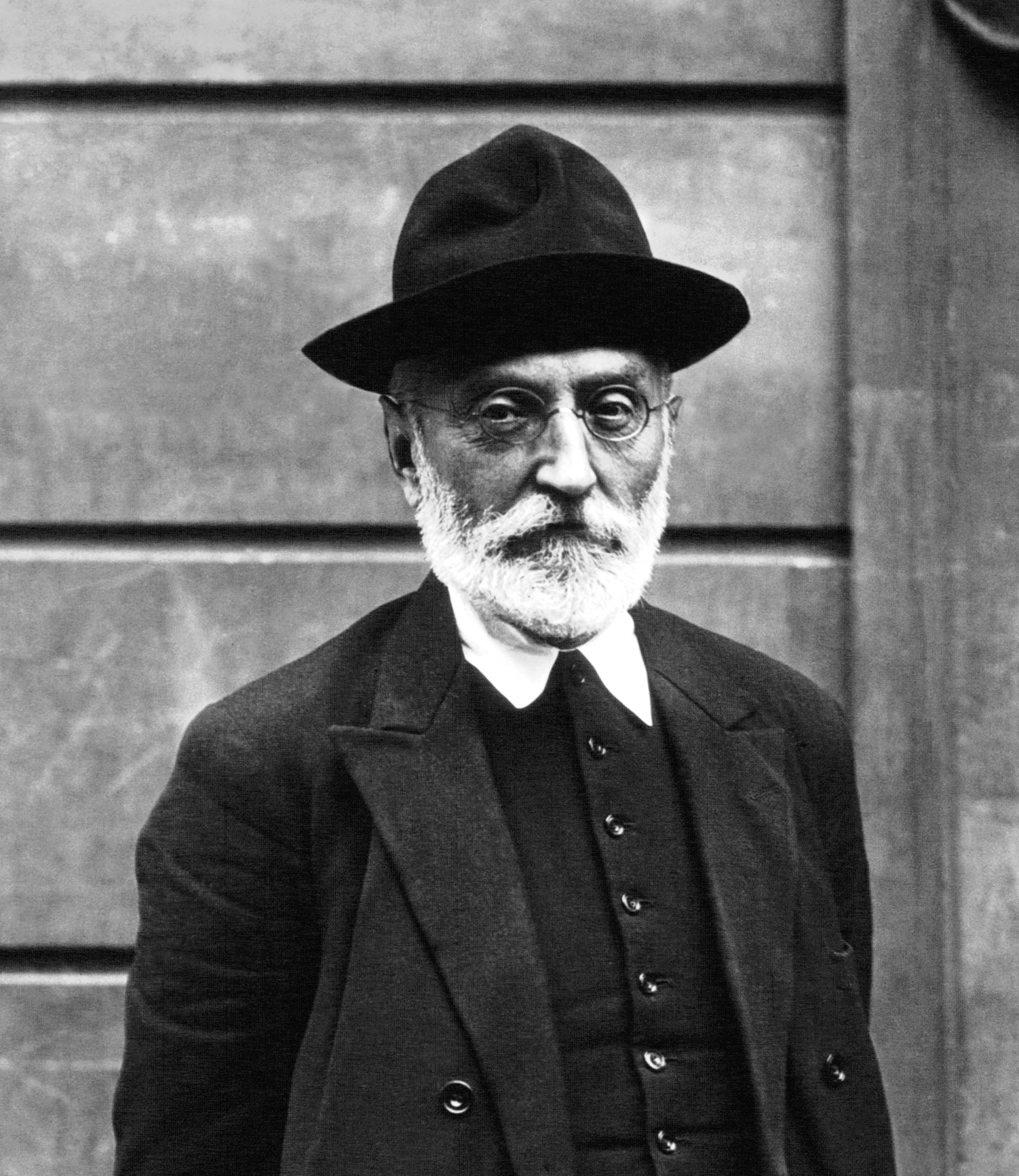
Miguel de Unamuno
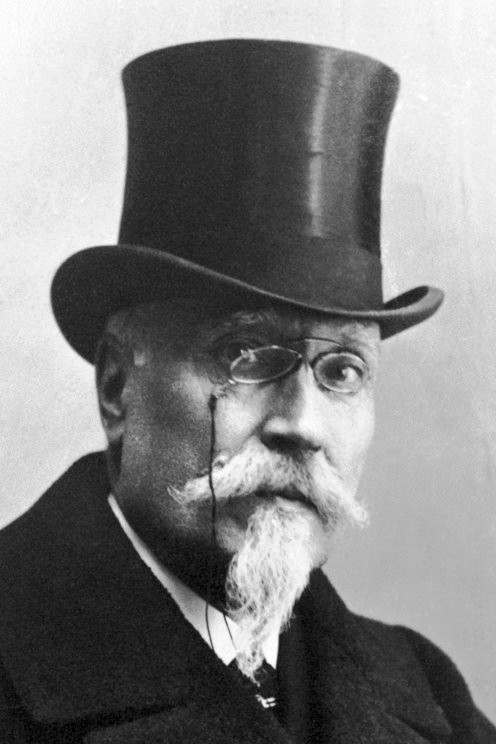
José de Echegaray
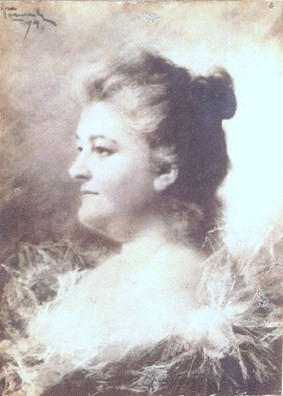
Emilia Pardo Bazán
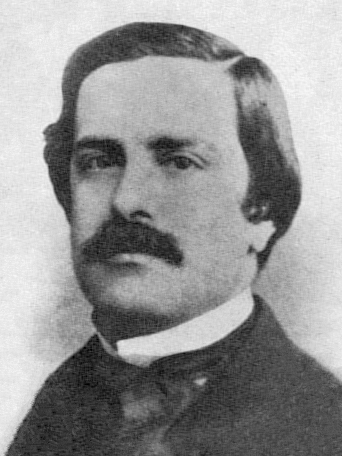
Juan Valera
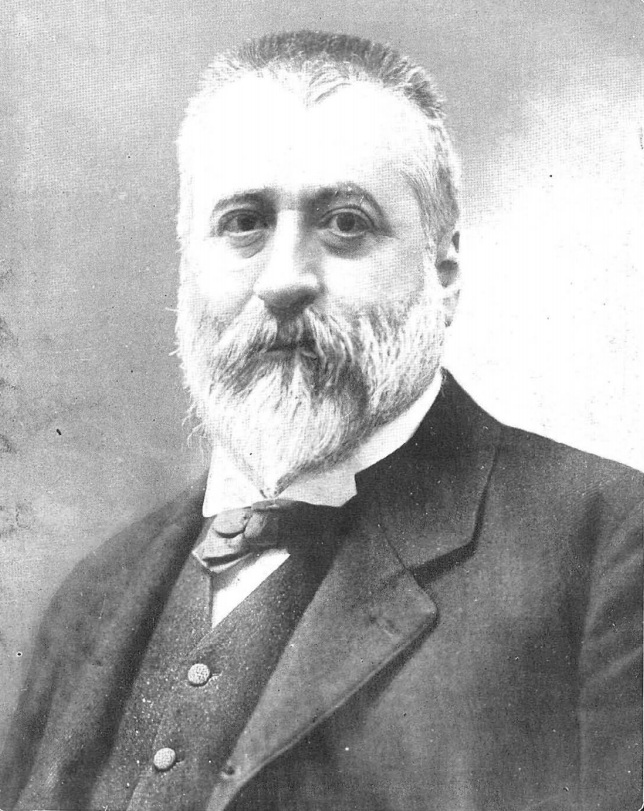
Marcelino Menéndez y Pelayo.
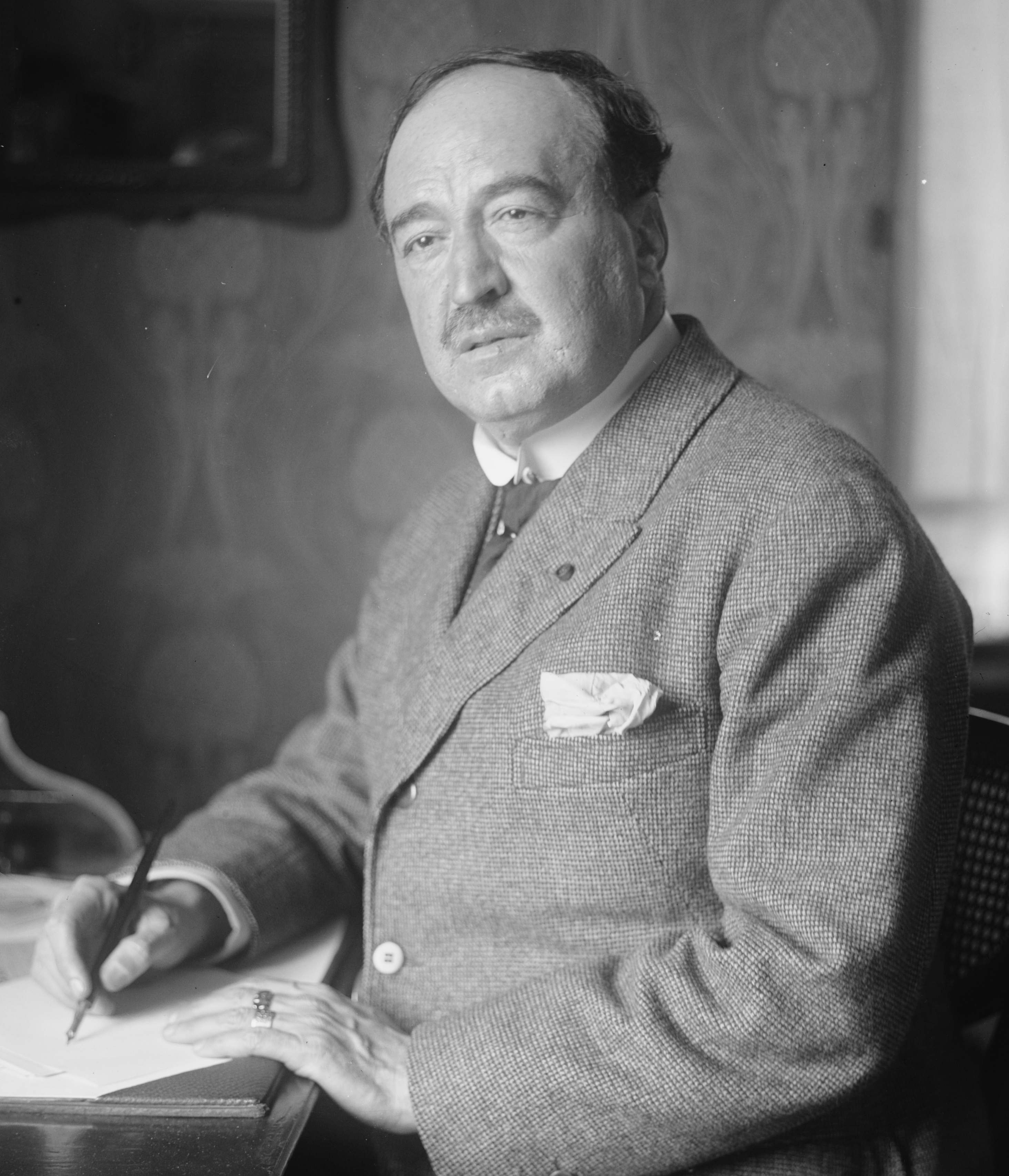
Vicente Blasco Ibáñez
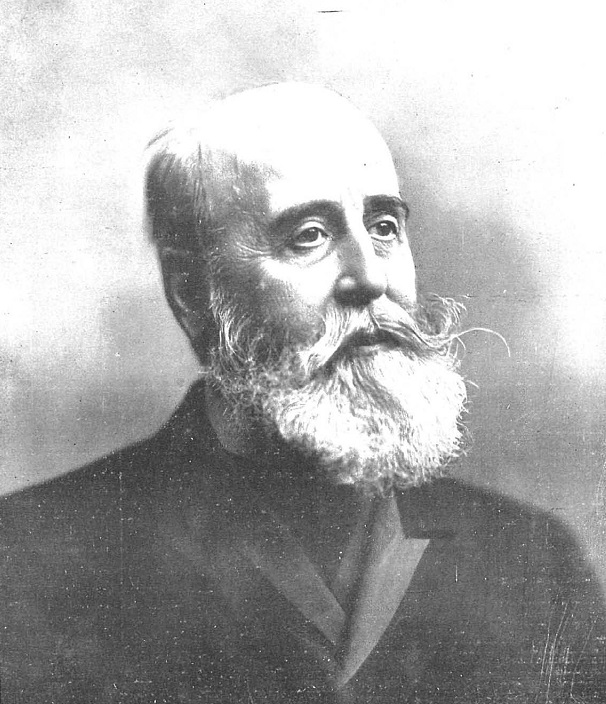
Segismundo Moret

### Le philoséfaradisme de droite de la dictature de Primo de Rivera

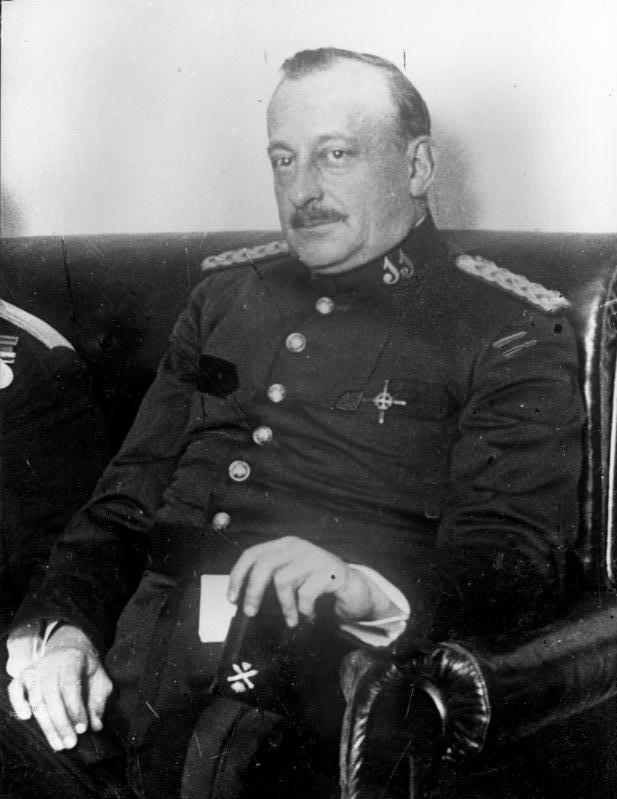
Général Miguel Primo de Rivera.

La situation juridique  indécise des Séfarades, qui sont sous la protection de l'État espagnol, mais qui ne sont pas des citoyens espagnols, va tenter d'être résolue sous la dictature de Primo de Rivera. Le 20 décembre 1924, est signé un décret approuvé par le conseil militaire, sur « l'octroi de la nationalité espagnole par lettre de naturalisation, des protégés d'origine espagnole ». Dans un délai de six ans improrogeable, jusqu'au 31 décembre 1930, les Juifs séfarades, bien que nulle part soit mentionné le terme juif, israélite ou hébreu, qui avaient le statut de protégé, peuvent obtenir la nationalité espagnole sur simple demande individuelle auprès d'un consulat. Le décret précise aussi qu'après le 31 décembre 1930, aucun statut de protection ne sera accordé aux personnes qui n'auront pas accédé à la nationalité espagnole dans le délai imparti.
Ce décret de 1924 a peu de succès. Seuls quatre à cinq mille Séfarades en profitent pour obtenir la nationalité espagnole. Beaucoup ne l'ont pas fait parce qu'ils croyaient qu'ils étaient déjà espagnols, ainsi que le comprenaient aussi les gouvernements de la Turquie et des pays ayant appartenu à l'Empire ottoman. Très peu de Juifs en profite pour s'installer en Espagne, préférant émigrer vers des pays comme le France ou l'Allemagne où ils espèrent trouver de meilleures opportunités qu'en Espagne.
La politique de la dictature à l'égard des Séfarades a été appelé par Joseph Pérez et par Gonzalo Álvarez Chillida le philoséfaradisme de la droite ou philoséfaradisme de droite. Ce philoséfaradisme provient d'après Perez des militaires africanistes servant dans le protectorat espagnol au Maroc, qui méprisent les Maures et qui considèrent au contraire les Juifs séfarades comme beaucoup plus instruits et à moitié espagnols. Cette idée est reprise par le diplomate José Antonio de Sangróniz, qui dans son livre Marruecos (Le Maroc), publié en 1921 et développé dans La expansión cultural de España (L'expansion de la culture de l'Espagne') de 1926 dans lequel il recommande d'adopter les positions de Pulido pour les Juifs séfarades. Pour sa part, le diplomate José María Doussinague rédige également en 1930, un rapport intitulé Sefarditismo económico (le séfaradisme économique) dans lequel il affirme que les Juifs séfarades sont supérieurs aux ashkénazes car leur sang est mélangé avec celui des Castillans, et préconise donc leur utilisation comme arme de pénétration commerciale dans les Balkans.
Le diplomate et écrivain Agustín de Foxá soutient aussi la cause séfarade et même rédige des poèmes en leur honneur intitulés El romance de la casa del Sefardita.
Selon Gonzalo Álvarez Chillida, un des militaires africanistes philoséfarades est Francisco Franco, comme en témoigne l'article « Xauen la triste », écrit en 1926 dans Revista de tropas coloniales (Revue des troupes coloniales), alors que Franco, à 33 ans, vient juste d'être promu général de brigade. L'article souligne les vertus des Juifs séfarades qui ont lié des amitiés avec l'armée, contrastant avec la sauvagerie des Maures. Dans son scénario pour le film Raza (1942), ce philoséfaradisme se reflète dans un des épisodes: le protagoniste visite avec sa famille la synagogue Santa María La Blanca de Tolède et dit: « Juifs, Musulmans et Chrétiens qui sont ici entrés en contact avec l'Espagne, se sont purifiés ». Alvarez Chillida affirme: « Pour Franco, comme nous le voyons, la supériorité de la nation espagnole se manifeste dans sa capacité à purifier les Juifs en les rendant Séfarades, bien différents de leurs autres coreligionnaires ». Certains historiens ont tenté d'expliquer le philoséfaradisme de Franco par ses origines judéo-conversos supposées, que certains ont même associé à sa dévotion pour Sainte Thérèse de Jésus, qui serait issue d'une famille de conversos. Apparemment, le SS Heydrich, en tant que directeur de la RSHA (Reichssicherheitshauptamt - Office central de la sécurité du Reich) aurait ordonné une enquête sur le sujet, mais sans résultat. Quoi qu'il en soit, le philoséfaradisme de Franco, n'a eu aucune influence sur sa politique de maintenir l'Espagne sans Juifs, à l'exception des territoires africains.
Selon Álvarez Chillida, le philoséfaradisme de droite s'explique non seulement par le soutien des Juifs du protectorat espagnol au Maroc, mais aussi par le projet panhispanique dirigé par la dictature, résultat de la réaction nationaliste espagnole à la suite de la guerre hispano-américaine, plus connue en Espagne sous le nom de désastre de 98, et qui englobe les Séfarades. Il s'agit d'un impérialisme culturel, qui comme l'a souligné Marcus Ehrenpreis, grand-rabbin de Bulgarie, lors de son voyage en Espagne en 1928, essaye de « contacter tous les hispanophones du monde et de créer par des moyens spirituels, une grande puissance espagnole ». Ernesto Giménez Caballero, admirateur du fascisme italien et un des principaux idéologues, dirige la revue La Gaceta Literaria depuis 1927, dans laquelle paraissent de nombreux articles sur les Séfarades, considérés pleinement comme espagnols depuis le Moyen Âge, et qui grâce à leur hispanisme, sont considérés comme l'aristocratie des Juifs. En 1929, Giménez Caballero est engagé par le Ministère d'État de la dictature pour donner une série de conférences dans différentes villes des Balkans ayant d'importantes communautés séfarades, et pour évaluer la situation des communautés visitées. Son rapport est extrêmement négatif, déplorant que la politique philoséfarade est, dans la pratique, minimisée et parfois entravée par les légations espagnoles. Il propose de développer, toujours selon le programme de Poli, les relations économiques, la politique culturelle, mais surtout les naturalisations.  Également pour mettre en évidence les affinités entre les Séfarades et les Espagnols, il réalise un film muet pendant son voyage, intitulé Los judíos de patria española (Les Juifs de la patrie espagnole). Il préconise une Reconquista espiritual (Reconquête spirituelle) des personnes expulsées en 1492. Dans les années 1930, Giménez Caballero, déjà fondamentalement fasciste, adopte des positions antisémites, comme le reflète certains articles parus dans la revue La Gaceta Literaria, mais sans oublier son philoséfaradisme.

### La Seconde République
Le gouvernement provisoire de la Seconde République espagnole, ainsi que toute la presse républicaine, affirment d'emblée leur philosémitisme. Alejandro Lerroux, ministre d'État déclare que les Juifs peuvent se rendre librement en Espagne et fait adopter la liberté de religion, que réaffirme l'ambassadeur d'Espagne à Berlin, l'historien Américo Castro. Le ministre socialiste Fernando de los Ríos fait l'éloge des Séfarades au cours d'un débat constitutionnel et dit qu'ils méritent une réparation. Il avait personnellement rendu visite aux Juifs de Tétouan à la fin de 1931, ce qui lui vaut une campagne de dénigrement par la presse de droite qui le traite de Juif.
Toutefois, ces déclarations de principe ne se traduisent pas en action, comme cela s'était déjà produit sous le règne d'Alphonse XIII. La loi devait mettre en œuvre l'article 23 de la Constitution de 1931, donnant accès à la nationalité espagnole aux personnes d'origine espagnole résidant à l'étranger. Cette loi concerne tous les Séfarades, et non seulement les protégés comme dans le décret de 1924 jamais appliqué. La proposition de Fernando de los Ríos, ministre de la justice du gouvernement de Manuel Azaña, d'accorder la citoyenneté espagnole à tous les Séfarades du protectorat espagnol du Maroc, comme l'avait fait les Français pour les Juifs d'Algérie, reste de même infructueuse.
Lors du second bienio (période biennale), le gouvernement d'Alejandro Lerroux révoque en mars 1934, la circulaire du gouvernement d'Azaña de février 1933, qui permettait aux anciens Séfarades protégés d'obtenir la nationalité espagnole. À cette époque, plusieurs centaines de Juifs, la plupart ashkénazes, demandent l'asile en Espagne, afin d'échapper aux persécutions contre les Juifs qui commencent en Allemagne en 1933, dès l'arrivée d'Hitler au pouvoir. Les gouvernements républicains de droite refusent de les accueillir, « non pas par hostilité envers les Juifs », mais simplement parce que la situation économique de l'Espagne ne permet pas d'accueillir des réfugiés. D'ailleurs, à la même période, les représentants de l'Espagne à la Société des Nations, Luis Zulueta y Escolano et Salvador de Madariaga, critiquent sévèrement les mauvais traitements infligés aux Juifs de Haute-Silésie. Il semble cependant que quelques centaines de Juifs allemands réussissent à s'installer dans la péninsule, ce qui provoque des protestations de certains journaux de droite, qui recourent aux vieux stéréotypes antisémites.
« Seules les demandes [d'asile] individuelles sont acceptées en raison du chômage, et pour empêcher que la droite antirépublicaine agite un antisémitisme jusqu'alors inexistant. Parmi ces cas individuels, le gouvernement offre un poste de professeur à Madrid à Albert Einstein, qui visite l'Espagne, mais préfère émigrer aux États-Unis. Finalement 3 000 réfugiés allemands et quelques polonais s'installent en Espagne. À la veille de la Seconde Guerre mondiale, quelque 6 000 Juifs vivent en Espagne, mais de nombreux média de droite dénoncent la nouvelle invasion juive en provenance d'Allemagne. »

### Le philoséfaradisme de droite du début du franquisme

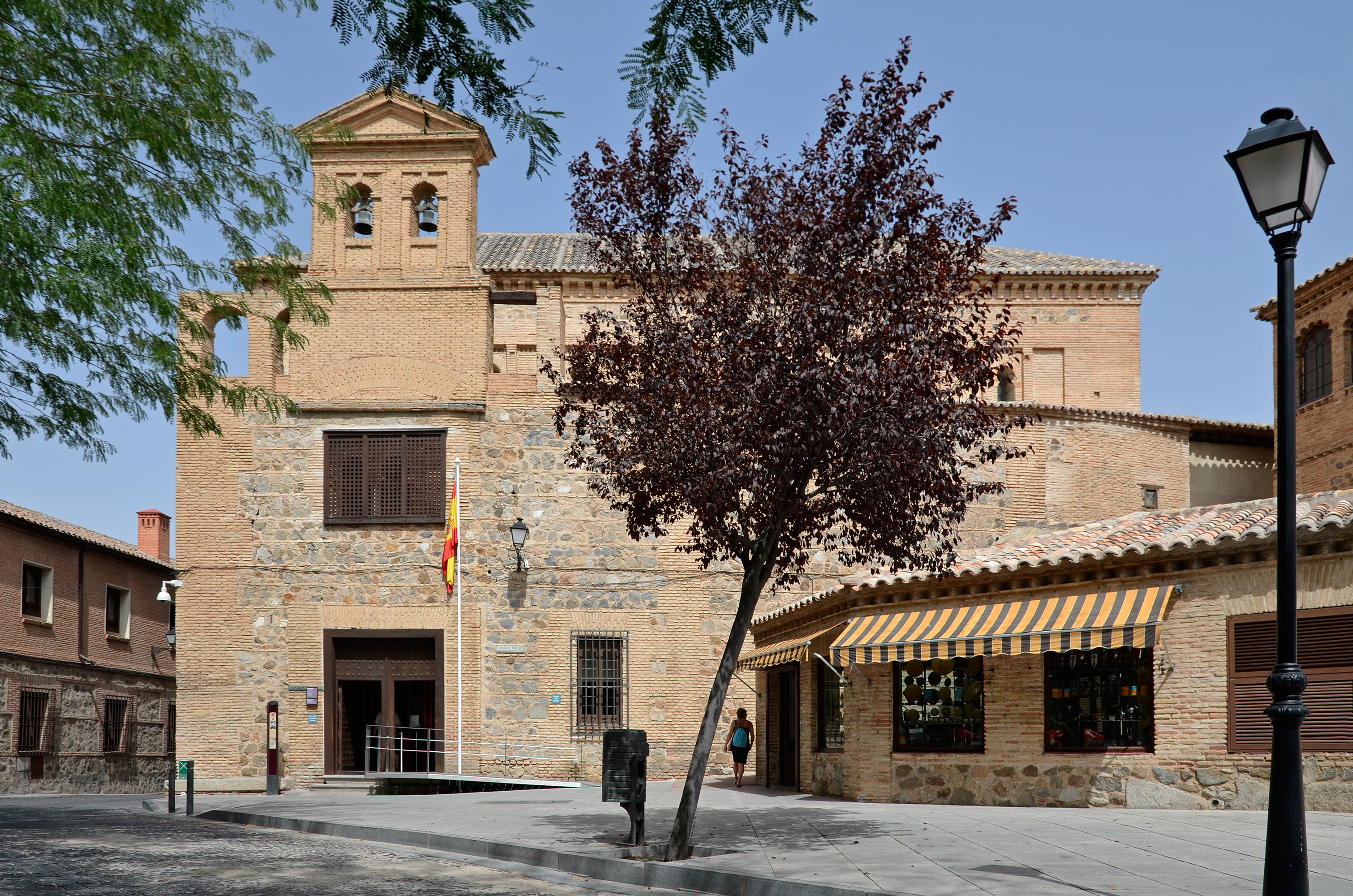
La synagogue El Transito de Tolède, transformée en église après 1492, transformée en Musée national de l'art judéo-espagnol sous Franco

Selon Joseph Pérez, «  les actes du gouvernement de Franco, de la première heure ne correspondent ni à de l'antijudaïsme ni à de l'antisémitisme, mais sont conformes au philoséfaradisme conçu par Primo de Rivera. Nous voyons en effet que, malgré des attaques verbales contre les Juifs (les déclarations idéologiques sur le complot judéo-maçonnique, et l'approbation répétée du décret d'expulsion de 1492 par les Rois catholiques), c'est la politique inaugurée en 1924 qui continue ». Pérez apporte comme preuve, la création en 1941 de l'Escuela de Estudios Hebraicos rattaché au Consejo Superior de Investigaciones Científicas (Conseil supérieur de la recherche scientifique) qui commence à éditer la revue Séfarad, mais surtout le décret-loi du 29 décembre 1948, reconnaissant la nationalité espagnole à 271 Séfarades qui vivaient en Égypte et à 144 familles vivant en Grèce, anciens protégés de l'Espagne. Perez note encore qu'en 1959, une grande Exposición bibliográfica sefardí (Exposition bibliographique séfarade) est organisée à la Bibliothèque nationale d'Espagne à Madrid, et que cinq ans plus tard, est réalisé le projet de la Seconde république, de transformer la synagogue El Tránsito de Tolède en musée séfarade. Dans le préambule du décret, en date du 18 mars 1964, on remarque la continuité du philoséfaradisme de droite depuis son début sous la dictature de primo de Rivera:
«  L'intérêt offert par l'histoire des Juifs dans notre pays est double, parce que, si d'une part, son étude est appropriée pour une bonne connaissance de l'[histoire] espagnole, compte tenu de la présence séculaire en Espagne du peuple juif, elle est également essentielle à l'entité culturelle et historique de ce peuple, en raison de l'assimilation du génie et de l'esprit espagnol à travers une longue coexistence par une partie de sa lignée. Sans la référence à ce fait, on ne peut pas comprendre les aspects variés qu'offre la personnalité des Séfarades dans les différentes communautés qu'ils ont formées en se dispersant par le monde. Dans le désir de maintenir et de rapprocher les liens qui ont séculairement liés les Séfarades à l'Espagne, la création d'un musée destiné aux témoignages de la culture hébraïco-espagnole, semble singulièrement opportune. »

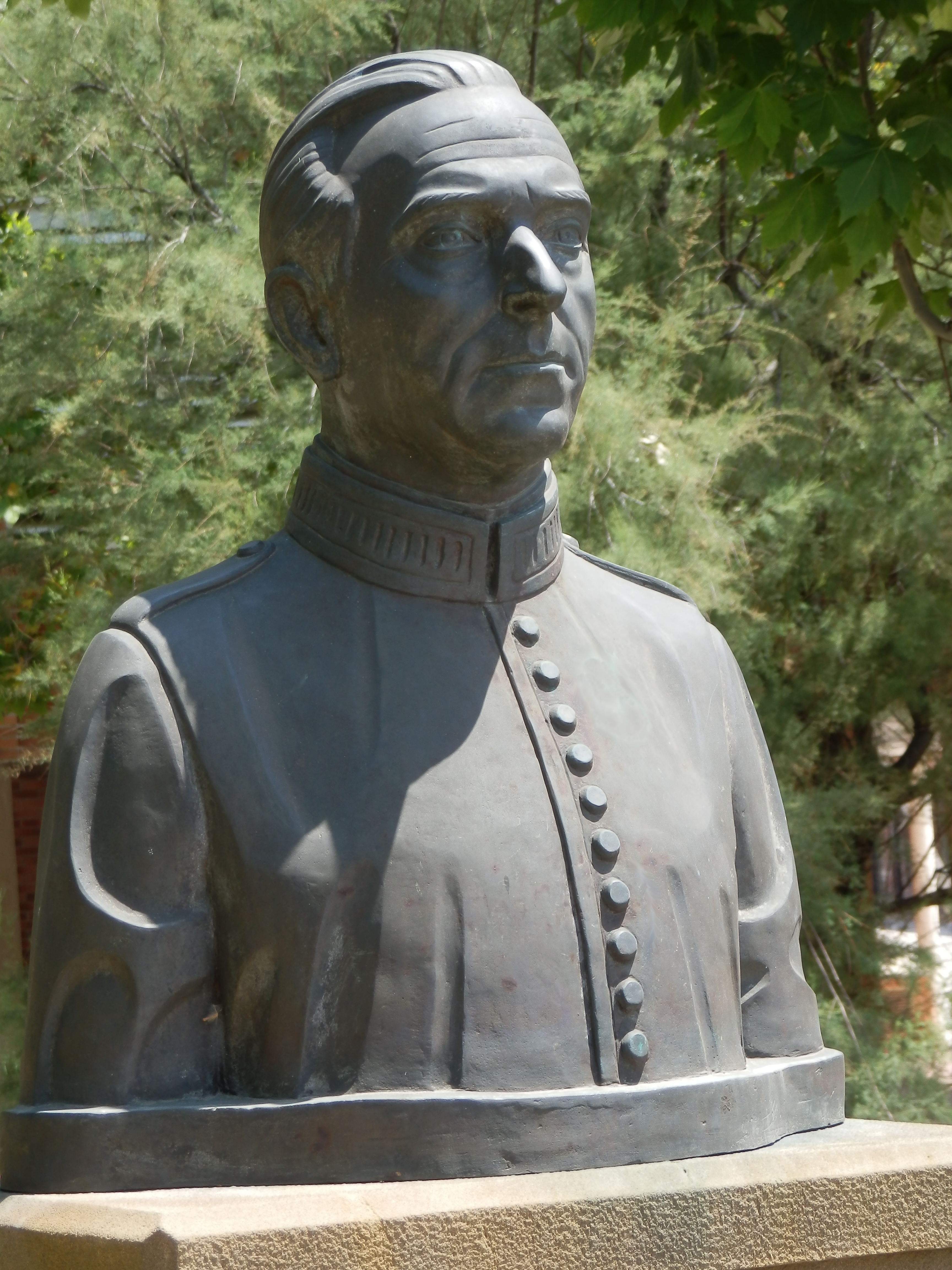
Ángel Sanz Briz, chargé d'affaires en Bulgarie et en Hongrie, qui sauva de nombreux Juifs pendant la Seconde Guerre mondiale

La politique de la dictature du général Franco à l'égard des Juifs ashkénazes et séfarades fuyant les persécutions nazies en Europe occupée, est conditionnée par la collaboration du régime de Franco avec l'Allemagne nazie. Ainsi, les consuls d'Espagne en Allemagne et dans les pays occupés ou satellites de l'Axe, reçoivent l'ordre de ne pas délivrer de passeports ou des visas aux Juifs qui le demandent, sauf s'ils sont sujets espagnols. Cependant, une majorité de diplomates espagnols ignorent cet ordre et aident les Juifs, surtout les Séfarades qui se présentent à leur consulat, en affirmant qu'ils ont le statut de protégés, bien que ce statut ne soit plus valide car la demande de naturalisation expirait au 31 décembre 1930. Les consuls savaient que « les séfarades, comme les autres Juifs, étaient menacés de mort s'ils tombaient entre les mains de la police allemande. Face à cette situation dramatique, le corps diplomatique espagnol, dans toute l'Europe, a eu un comportement exemplaire. Il a fait tout ce qui était en son pouvoir pour améliorer le sort des Juifs, qu'ils soient juifs séfarades ou non, de nationalité espagnole ou non. Les noms de ces diplomates qui spontanément, parfois contre les instructions qu'ils recevaient de leur gouvernement, ont fait ce qui était en leur pouvoir pour sauver des hommes et des familles en danger de mort, méritent d'entrer dans l'histoire pour que jamais ils ne tombent dans l'oubli. On peut citer entre autres: Bernardo Roldán, Eduardo Gasset et Sebastián Radigales, respectivement consul à Paris, et à Athènes; Julio Palencia Álvarez, Ángel Sanz Briz, chargé d'affaires en Bulgarie et en Hongrie; Ginés Vidal, ambassadeur à Berlin et son collaborateur Federico Oliván; ainsi que beaucoup d'autres fonctionnaires de rang plus modeste qui les ont aidés dans cette tâche humanitaire ».
À la question « Est-ce que plus de Juifs auraient pu être sauvés si le gouvernement espagnol s'était montré plus généreux en acceptant les suggestions de ses consuls en Europe occupée par les nazis ? », Joseph Pérez répond « bien sûr » et ajoute « Jusqu'en 1943… Madrid ne voulait pas de complications avec l'Allemagne, et même après cette date, où il est prêt à collaborer avec des agents nazis ». Toutefois, Perez conclut: « néanmoins, le bilan global est plutôt favorable au régime; il n'a pas sauvé tous les Juifs qui demandaient de l'aide, mais il en a sauvé beaucoup. Il est toutefois exagéré de parler, comme le font certains auteurs, de la judéophilie de Franco ».

### La transition démocratique
Le premier parlement élu démocratiquement en juin 1977, approuve l’année suivante un projet de loi présenté par les socialistes catalans accordant la nationalité espagnole aux Juifs séfarades après seulement deux ans de résidence en Espagne, identique à ce qui existe déjà pour les étrangers d’Amérique latine, d’Andorre, des Philippines, de la Guinée équatoriale et du Portugal. Dans son intervention devant la Chambre, où il représentait son groupe parlementaire, Ernest Lluch (assassiné plus tard par l’ETA), se réfère aux campagnes philoséfarade du Dr Ángel Pulido et aux propositions du ministre socialiste Fernando de los Ríos, et justifie le projet de loi comme une réparation de la dette historique de l’Espagne envers les descendants des Juifs expulsés en 1492.

### Derniers développements
Le 7 février 2014, le gouvernement populaire de Mariano Rajoy a présenté le projet d'amendement du Code civil permettant aux Juifs séfarades qui le demandent d’obtenir la nationalité espagnole sans renoncer à celle qu’il possède actuellement. Cette nouvelle a eu un grand impact sur la communauté séfarade d’Israël, dont de nombreux membres se sont pressés devant les bureaux consulaires d'Espagne à Jérusalem et à Tel Aviv, demandant des informations sur les conditions à remplir et les procédures à effectuer pour l’obtention de la nationalité.